# Lophocampa maculata
Lophocampa maculata là một loài bướm đêm thuộc phân họ Arctiinae, họ Erebidae.

## Hình ảnh

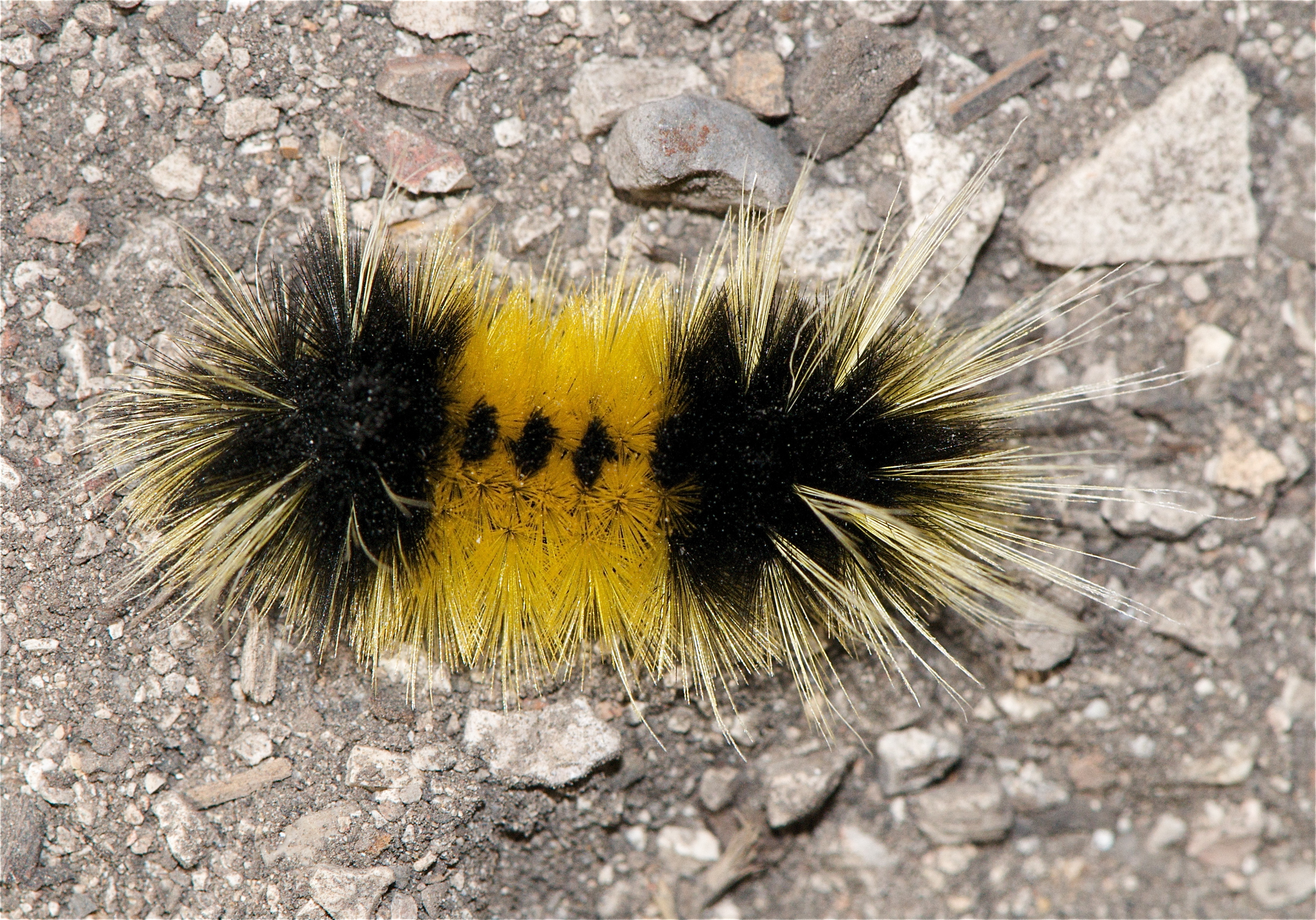
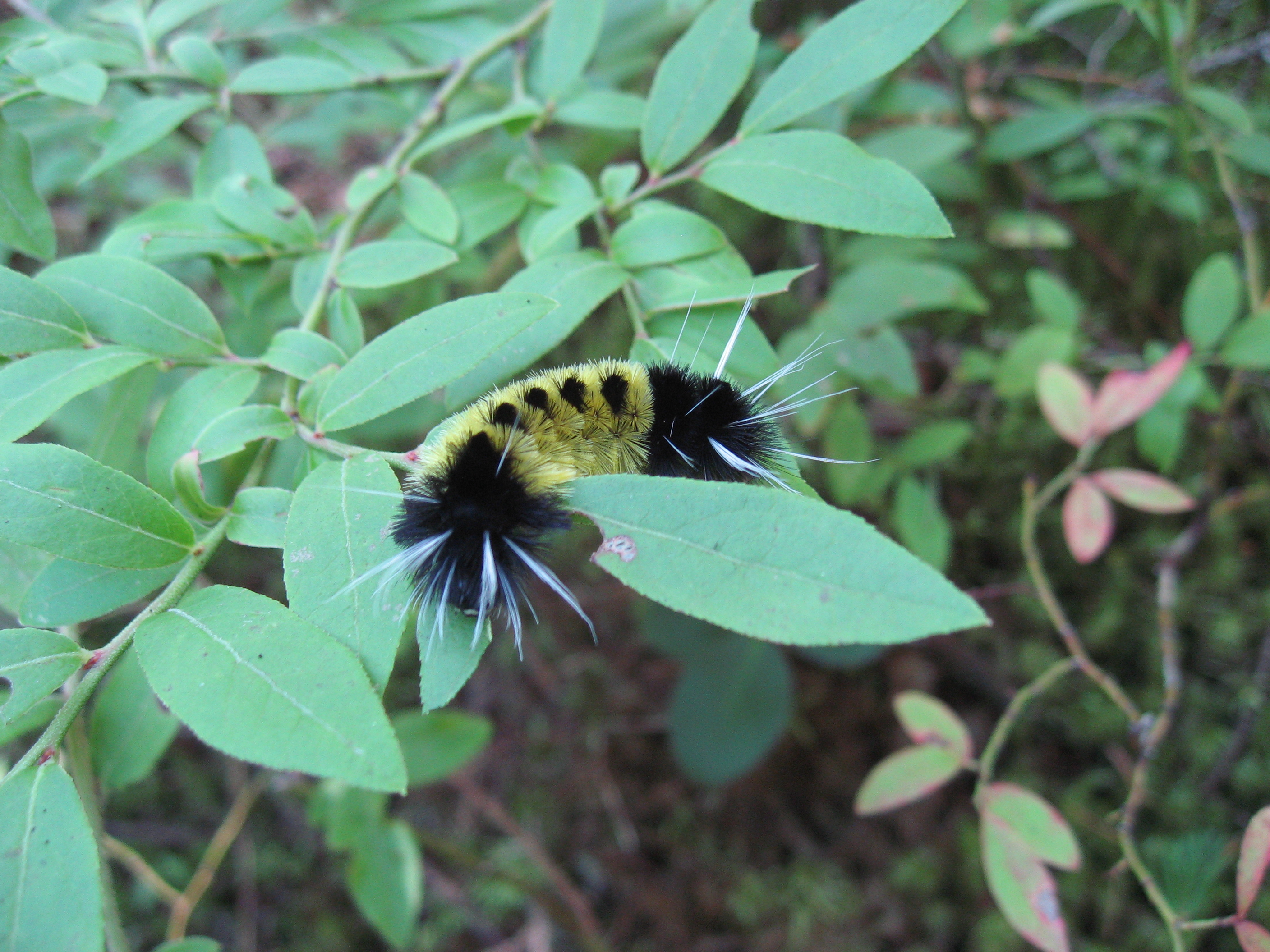
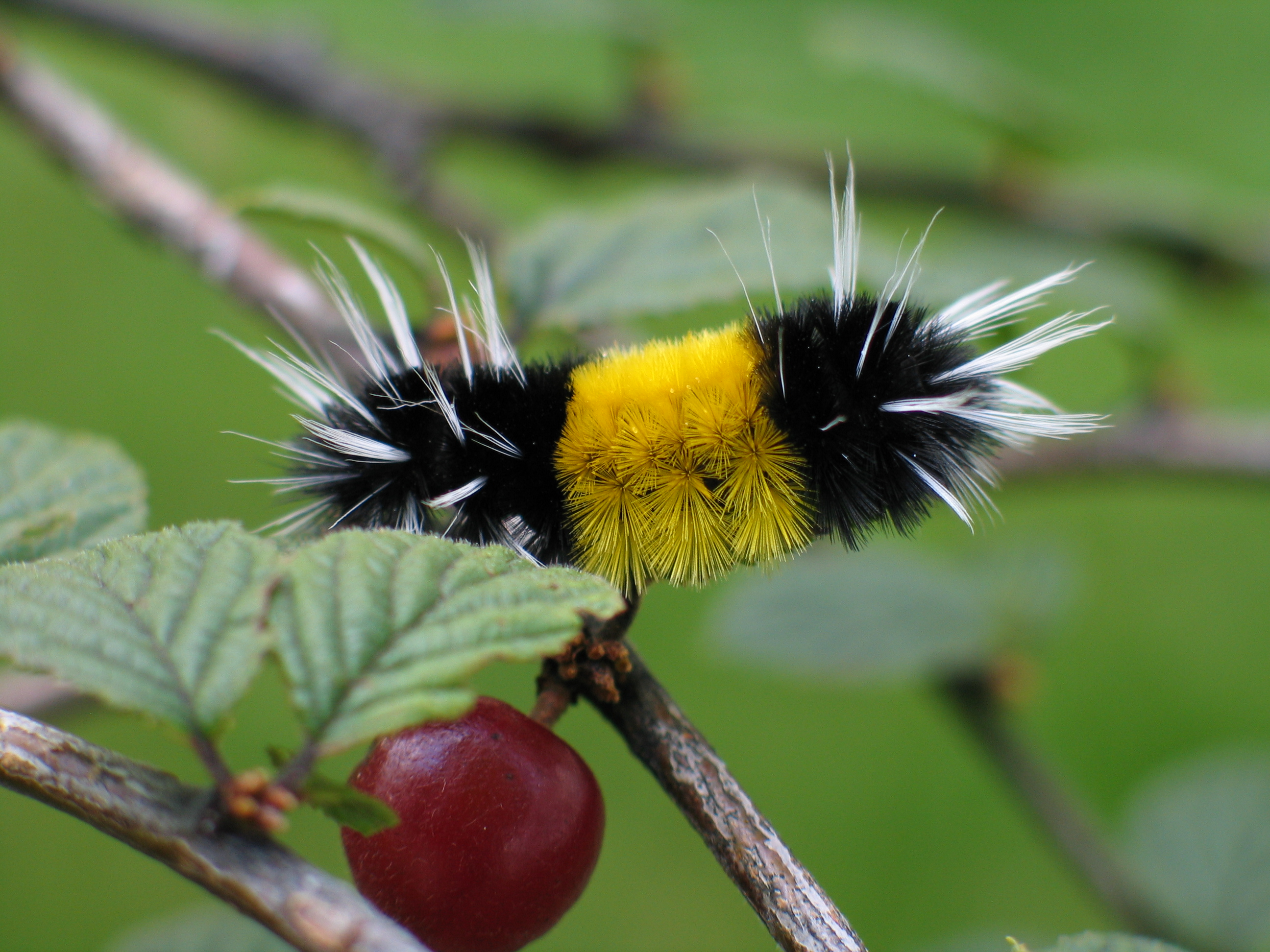